# Meloetyphlus
Meloetyphlus is een geslacht van kevers uit de familie oliekevers (Meloidae).
De wetenschappelijke naam van het geslacht werd in 1872 gepubliceerd door Charles Owen Waterhouse.

## Soorten
- Meloetyphlus fuscatus Waterhouse, 1872